# James Keene
James Keene (ur. 26 grudnia 1985 w Wells w Anglii) – angielski piłkarz grający na pozycji napastnika. Wychowanek Portsmouth F.C., od 2004 roku regularnie wypożyczany do innych klubów – Kidderminster Harriers F.C., A.F.C. Bournemouth, Boston United F.C. oraz GAIS. W ostatnim z tych klubów zdobył dziesięć goli stając się najlepszym strzelcem zespołu. Dzięki temu zwrócił na siebie uwagę mistrzów Szwecji – IF Elfsborg. W 2007 roku podpisał z tą drużyną pięcioletni kontrakt.